# El Centre (Sabadell)

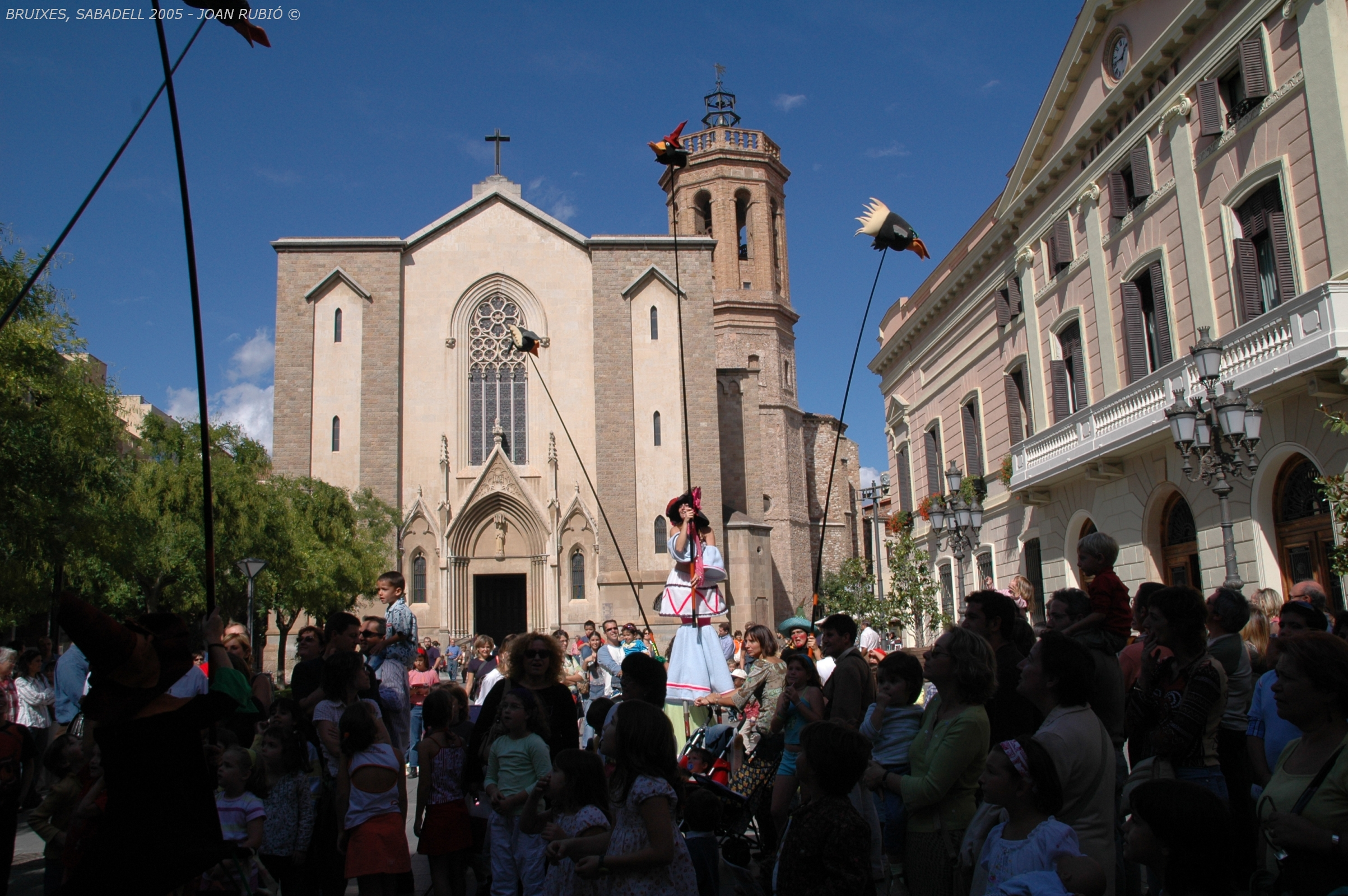
L'església de Sant Feliu, des de la plaça de Sant Roc.

El Centre és el barri de Sabadell al voltant del qual s'ha anat desenvolupant la ciutat des que aproximadament al segle x o xi es construïren les primeres cases a la part baixa de l'actual passeig de la Plaça Major. Els punts més importants del barri són, entre d'altres, l'Ajuntament de Sabadell, l'església de Sant Feliu, l'antiga Casa Duran, l'Institut Català de Paleontologia Miquel Crusafont, el Mercat Central de Sabadell i l'edifici modernista que acull la seu central de la Caixa Sabadell. L'eix principal del barri és la Rambla.
En un principi, fou un recinte murallat que incloïa una petita població a l'entorn de l'església de Sant Feliu, que aviat fou parroquial, i la cruïlla dels camins rals de Sant Cugat a Granollers i de Barcelona a Manresa, que seguien el traçat d'antigues vies romanes. A l'entorn d'aquesta cruïlla es formaren els primers carrers de Sabadell, que s'emmurallaren al segle xii. En aquell mateix lloc es creà el mercat setmanal, concedit per privilegi reial el dissabte de cada setmana.

## Traçat de les muralles
El traçat de les muralles està determinat pels actuals carrers de Gràcia, que té aquest nom pel portal que hi havia al capdamunt, per on sortia el camí de Terrassa, on hi havia una imatge de la Mare de Déu de Gràcia, plaça de Sant Roc, on hi havia un altre portal, per on entrava el camí de Sant Cugat del Vallès, on hi havia una capelleta amb una imatge de sant Roc amb el gos, carrer de Sant Antoni Maria Claret, on hi havia el portal de Barcelona, carrer de Sant Joan, on hi havia el portal de Granollers, carrer del Doctor Puig, on es trobava el portal de Caldes de Montbui, a l'angle nord-est de la vila murallada, carrer de la Salut, raval de Fora, carrer de la Mare de Déu de les Neus, on hi havia el portal de Manresa, amb una imatge de la Mare de Déu d'Europa, més tard substituïda per la Mare de Déu de les Neus, via de Massagué, cantonada nord-oest de la plaça de l'Àngel, carrer dels Valls, que deu el seu nom al fossar –vall– de la muralla, plaça del Pi-pi i carrer de Gràcia.

## Interior de la vila medieval
A l'interior, hi ha via els actuals carrers de la Rosa (antigament, d'en Rossa), de l'Església, travessia de l'Església, carrer de Sant Antoni, carrers Alt (desaparegut) i Baix del Pedregar, de la Borriana, travessia de la Borriana, carrers de la Palanca, del Mestre Rius i de Fortuny, passatge d'en Jonc, carrer de Manresa, a més de les placetes, obertes ja en època recent, del Pedregar, de Simó Bach, de Fidela Renom, del Racó del Campanar i del Doctor Robert (la més antiga de les places modernes del centre de Sabadell).

## Primers eixamples de Sabadell
Els primers eixamples del centre, encara en època medieval i principis de l'edat moderna, foren al llarg dels carrers de sortida de la vila: actuals carrers de l'Advocat Cirera, de Sant Cugat, de Sant Quirze, d'en Font, plaça de les Marquilles, carrer i plaça de Sant Jaume, carrers de Sant Feliu, de les Tres Creus, de la Salut i l'actual Rambla de Sabadell, per on sortia el camí ral de Barcelona.

## Àmbits
Dins el barri hi ha tres àmbits diferents: el Centre-Creueta, l'entorn del Mercat Central i el de banda i banda de la Rambla, cadascun dels quals té una associació de veïns.